# La Roux (альбом)
La Roux — дебютный альбом британского электропоп-дуэта La Roux, изданный 29 июня 2009 года лейблом Polydor Records. Альбом получил номинацию на премию Mercury Prize 2009 года и получил «Грэмми» в номинации Лучший танцевальный/электронный альбом.

## Отзывы критиков
| Совокупная оценка | Совокупная оценка |
| Источник          | Оценка            |
| ----------------- | ----------------- |
| Metacritic        | (76/100)          |
| Оценки критиков   |                   |
| Источник          | Оценка            |
| Allmusic          | [ 7 ]             |
| BBC Music         | (positive)        |
| Clash             | (8/10)            |
| The Guardian      | [ 10 ]            |
| The Independent   | (mixed)           |
| NME               | (9/10)            |
| Pitchfork Media   | (7.0/10)          |
| Rolling Stone     | [ 14 ]            |
| Slant Magazine    | [ 15 ]            |
| The Times         | [ 16 ]            |

La Roux 76 баллов из 100 в рейтинге сайта Metacritic. The Guardian охарактеризовал альбом как смесь музыки будущего и винтажного звучания. Журнал Clash назвал альбом «окончательным выражением любви 80-х» и отметил блестящую работу авторов песен. NME назвал его «одним из лучших продуманных британских поп-альбомов современности». Allmusic отметил, что приверженность La Roux к стилистике 80-х годов не мешает группе выделяться из многочисленных исполнителей и групп, работающих в этом направлении. Slant Magazine писал, что альбом звучит «холодно, по-британски уникально». Pitchfork Media сравнил La Roux с британскими группами с женским вокалом прошлого — Yazoo и Eurythmics. В рецензии BBC Music говорилось, что на альбоме «убийственные поп-хиты» следуют друг за другом. The Times особо выделил фортепианные партии в композициях альбома. Rolling Stone положительно отозвался об альбоме в целом и выделил песню «Bulletproof» как «драгоценность» пластинки. The Independent оставил менее благоприятный отзыв, сравнив звучание группы с примитивными музыкальными треками начала 90х годов из игр для приставки Sega Mega Drive.

## Синглы
Песня «Quicksand» стала первым синглом, который был издан 15 декабря 2008 года. Второй сингл, «In for the Kill» вышел 16 марта 2009 года. В качестве третьего сингла, изданного 22 июня 2009, была выбрана композиция «Bulletproof». «I'm Not Your Toy», выпущенная 28 сентября 2009, стала 4 синглом и, по словам вокалистки Элли Джексон, представляет собой яркую летнюю песню, которая подходит именно для жаркой погоды. Финальным пятым синглом стала песня «Tigerlily»; видео превью с представлением песни и сингл появились 15 июля 2010 года.

## Список композиций
Слова и музыка всех песен — Элли Джексон и Беном Лэнгмэйдом, кроме указанных.
| №   | Название                      | Автор(ы)                          | Длительность |
| --- | ----------------------------- | --------------------------------- | ------------ |
| 1.  | «In for the Kill»             |                                   | 4:08         |
| 2.  | «Tigerlily»                   | Jackson, Langmaid, Darren Berry   | 3:24         |
| 3.  | «Quicksand»                   |                                   | 3:05         |
| 4.  | «Bulletproof»                 |                                   | 3:25         |
| 5.  | «Colourless Colour»           | Jackson, Ben Hirst                | 3:28         |
| 6.  | «I'm Not Your Toy»            |                                   | 3:18         |
| 7.  | «Cover My Eyes»               |                                   | 4:32         |
| 8.  | «As If by Magic»              |                                   | 3:51         |
| 9.  | «Fascination»                 |                                   | 3:41         |
| 10. | «Reflections Are Protection»  |                                   | 4:19         |
| 11. | «Armour Love»                 | Jackson, Langmaid, Berry          | 3:53         |
| 12. | «Growing Pains» (bonus track) | Jackson, Langmaid, Jeff Patterson | 3:27         |

/ издание iTunes
| №   | Название                                           | Длительность |
| --- | -------------------------------------------------- | ------------ |
| 13. | «In for the Kill» (Skream's Let's Get Ravey Remix) | 5:02         |

 издание iTunes
| №   | Название  | Длительность |
| --- | --------- | ------------ |
| 13. | «Saviour» | 4:21         |

Amazon.com MP3 exclusive version
| №   | Название                   | Длительность |
| --- | -------------------------- | ------------ |
| 13. | «Bulletproof» (демоверсия) | 3:26         |

 enhanced CD
| №   | Название                                           | Длительность |
| --- | -------------------------------------------------- | ------------ |
| 13. | «In for the Kill» (Skream's Let's Get Ravey Remix) | 5:02         |
| 14. | «In for the Kill» (видео)                          |              |
| 15. | «Quicksand» (видео)                                |              |

 французское издание
| №   | Название                                           | Длительность |
| --- | -------------------------------------------------- | ------------ |
| 13. | «Saviour»                                          | 4:21         |
| 14. | «In for the Kill» (Skream's Let's Get Ravey Remix) | 5:02         |
| 15. | «Bulletproof» (Tiborg Remix)                       | 3:29         |
| 16. | «Bulletproof» (Zinc Remix)                         | 5:51         |

 японское издание
| №   | Название                                           | Длительность |
| --- | -------------------------------------------------- | ------------ |
| 13. | «Saviour»                                          | 4:21         |
| 14. | «In for the Kill» (Skream's Let's Get Ravey Remix) | 5:04         |
| 15. | «Bulletproof» (Tepr TsunAimee Remix)               | 5:35         |

## Над альбомом работали
- Elly Jackson — вокал, продюсирование
- Ben Langmaid — продюсер
- Alexander Brown — арт-директор, дизайн, фотографии
- Dan Carey — сведение (трек 3)
- Serban Ghenea — сведение (треки 1, 2, 4-12)
- John Hanes — инженер звукозаписи (треки 1, 2, 4-12)
- Ben Hirst — продюсер (трек 5)
- Kit Jackson — spoken word (трек 2)
- London Community Gospel Choir — бэк-вокал (трек 7)
- Hannah Neaves — арт-директор, дизайн
- Tim Roberts — ассистент инженера звукозаписи (треки 1, 2, 4-12)
- Ian Sherwin — звукорежиссёр (треки 2, 5, 7-12)
- Traffic — арт-директор, дизайн
- Andy Whitton — фотографии

## Позиции в чартах
За первую неделю в Великобритании было продано 62650 копий альбома, этот результат стал вторым среди дебютных альбомов 2009 года в стране, уступив альбому Lungs группы Florence and the Machine (63020 копий). Всего в Великобритании было продано более 350000 копий.
| Чарт (2009/2010)                | Лучший результат |
| ------------------------------- | ---------------- |
| Australian Albums Chart         | 22               |
| Austrian Albums Chart           | 34               |
| Belgian Albums Chart (Фландрия) | 34               |
| Belgian Albums Chart (Валлония) | 95               |
| Canadian Albums Chart           | 34               |
| Dutch Albums Chart              | 55               |
| European Top 100 Albums         | 75               |
| French Albums Chart             | 115              |
| German Albums Chart             | 54               |
| Irish Albums Chart              | 7                |
| Italian Albums Chart            | 95               |
| New Zealand Albums Chart        | 26               |
| Norwegian Albums Chart          | 36               |
| Swiss Albums Chart              | 54               |
| UK Albums Chart                 | 2                |
| Billboard 200                   | 70               |
| Dance/Electronic Albums         | 4                |
| Heatseekers Albums              | 2                |

| Страна         | Статус     |
| -------------- | ---------- |
| Австралия      | Золотой    |
| Ирландия       | Платиновый |
| Великобритания | Платиновый |

| Чарт (2009)     | Позиция |
| --------------- | ------- |
| UK Albums Chart | 43      |

## Хронология релизов
| Страна         | Дата             | Лейбл                                  |
| -------------- | ---------------- | -------------------------------------- |
| Нидерланды     | 25 июня 2009     | Universal Music                        |
| Бельгия        | 26 июня 2009     | Universal Music                        |
| Германия       | 26 июня 2009     | Universal Music                        |
| Польша         | 26 июня 2009     | Universal Music                        |
| Ирландия       | 26 июня 2009     | Polydor Records                        |
| Великобритания | 29 июня 2009     | Polydor Records                        |
| Франция        | 29 июня 2009     | Universal Music                        |
| Швеция         | 29 июня 2009     | Universal Music                        |
| Австралия      | 3 июля 2009      | Universal Music                        |
| Канада         | 28 июля 2009     | Universal Music                        |
| Япония         | 5 августа 2009   | Universal Music                        |
| США            | 29 сентября 2009 | Cherrytree Records, Interscope Records |
| Италия         | 16 октября 2009  | Universal Music                        |